# Bebo

Bebo

Beboとは、ソーシャル・ネットワーキング・サービス(SNS)である。
Beboという名前はバクロニムで、"Blog early, blog often"から取ったものである。2005年1月にMichael and Xochi Birch夫妻によって設立された。
現在、アイルランド、カナダ、アメリカ合衆国、イギリス、ニュージーランド、オーストラリアなどの英語圏を中心に利用されている。また、英語版の他に、ポーランド語版フランス語版ドイツ語版がある。
2007年6月1日のアレクサ・インターネットの調査によると、Beboは知名度において英語表記のウェブサイトとしては85位という結果が出た。Hitwiseによると、Beboは三番目に有名なSNSであるが、SNS市場におけるシェアはわずか1.18%に過ぎない。また、Beboは2007年3月17日に、アイルランドにおいて最もポピュラーなウェブサイトであることを公表した。しかしながら、同年の10月7日のアレクサ・インターネットによると、BeboはGoogle.ieに1位を取られ2位に転落した。
。2007年9月、アレクサはイギリスにおいて11番目にポピュラーなサイトとして、SNSとしては、3位のFacebook、9位のMySpaceに次いだ。